# Cloud Foundry
Cloud Foundryは、オープンソースのPlatform as a Service（PaaS）ソフトウェアである。当初VMWare社が開発を行っていたが、その後EMC社とVMWare社によって設立されたPivotal Software社のガバナンスを経て、2014年12月、Pivotal、EMC、VMWare、IBM、HP、SAP、NTT、Fujitsu等が参加するCloud Foundry Foundationに移管された。
主にRuby、Go、Javaで記述されている。

## 歴史
- 2011年4月12日 - VMwareが業界初のオープンなPlatform as a Service（PaaS）としてCloud Foundryの提供を開始
- 2012年12月6日 - VMwareとその親組織のEMCが、クラウドの開発プラットフォームとビッグデータに焦点を当てた新組織「Pivotal Initiative」を発表
- 2013年3月7日 - VMwareがCloud Foundryの開発をPivotalに移管
- 2013年6月6日 - Cloud Foundry V1のサービスを終了し、Cloud Foundry V2の立ち上げ計画を発表。V1とV2のAPI互換性はなく、主な変更点は新しいアーキテクチャとしてHerokuが開発したBuildpackを採用し、各種コンポーネントがGo言語で書き換えられ、アプリケーションはWardenというLinuxコンテナで動かすようになった。
- 2014年2月24日 - Pivotalは「Cloud Foundry Foundation」を設立してCloud Foundry開発のガバナンスを移管すると発表
- 2014年3月13日 - Diego開発プロジェクトがアプリケーションを実行するコンポーネントであるDEAを置き換え、Dockerなど複数環境に対応した実行環境に対応したDiegoの開発を開始
- 2014年12月9日 - 「Cloud Foundry Foundation」は非営利法人としての設立を正式に発表。開発プロジェクトはLinux Foundation Collaborative Projectとして、Linux Foundationの支援を受けると発表。発表時点ではEMC、IBM、VMWare、HP、SAPに加えて、日本の企業として、富士通、NTT、日立、東芝などの44の企業が参加。
- 2015年11月7日 - PivotalがCloud Foundryの有償ディストリビューションであるPivotal Cloud Foundry 1.6でDiegoを取り込み提供。

## ソフトウェア
ソースコードのライセンスはApache License 2.0 となっており、コントリビューターはPivotal Software社の個人向けコントリビューターライセンスもしくは法人向けコントリビューターライセンスへの同意を求められる。
これらのライセンスは、著作権,特許権の利用と保護をPivotal Software社に与えるものとなっており、VMWare社が獲得してPivotal Software社へ移管されたSpring Frameworkと同様のモデルとなっている。
サポートされているランタイムやフレームワークは以下の通りである。
| 言語    | ランタイム                   | フレームワーク       |
| ------- | ---------------------------- | -------------------- |
| Java    | Java 6, Java 7               | Spring Framework 3.1 |
| Ruby    | Ruby 1.8, Ruby 1.9, Ruby 2.0 | Rails, Sinatra       |
| Node.js | Node.js                      |                      |
| Scala   |                              | Play 2.0, Lift       |
| Go      |                              | Go                   |
| Python  |                              | Python               |
| PHP     |                              | PHP                  |

Cloud Foundryは、VMware Fusion、Virtualbox、AWSで動作させることもできる。

## プラットフォーム
Cloud Foundryはオープンソースプロジェクトではあるが、Pivotal Software社によってCloud FoundryをAWS上にホストしたPivotal Web Servicesが提供されている。また、Cloud Foundryを使用して他の企業もPaaSを提供している。
- NTTコミュニケーションズのEnterprise Cloud 2.0 Cloud Foundry、およびCloud(n) PaaS
- CenturyLink Cloud[6]
- IBM Bluemix
- SAP Cloud Platform
- FJcloud

## 利用方法
アプリケーションの開発者はcfコマンドラインインタフェースを使用して環境構築を行う。アプリケーションをプラットフォームに配備する場合、cf pushコマンドを実行する。以下にコマンドの例を示す。
```
cf
 
push
 
APP-NAME-1234
 
-i
 
2
 
-m
 
512M

```

このコマンドを実行すると、APP-NAME-1234という名前のアプリケーションが、512MBのメモリサイズの2つのコンテナ上に配備される。

## サービス
配備したアプリケーションは、サービスを使ってデータベースやファイルシステムなどの外部リソースにアクセスする。プラットフォームに事前に登録されているサービスはcf marketplaceコマンドで確認できる。利用するサービスはcf create-serviceコマンドでサービスインスタンスを作成し、cf bind-serviceコマンドを実行して外部リソースを利用するアプリケーションにバインドして利用する。Pivotal Web Servicesでは以下のようなサービスが利用できるが、その他のCloud Foundryを利用したPaaS事業者はそれぞれ独自のインテグレーションを行っている。
| Service          | Description                                                 |
| ---------------- | ----------------------------------------------------------- |
| MySQL            | オープンソースの RDBMS                                      |
| vFabric Postgres | PostgreSQLに基づくRDBMS                                     |
| MongoDB          | スケーラブルなオープンソースのドキュメント指向データベース  |
| Redis            | The open key-value data structure server                    |
| RabbitMQ         | Reliable, scalable, and portable messaging for applications |